# Rue Marcel-Gabriel-Rivière
La rue Marcel-Gabriel-Rivière est une rue pavée du quartier de Bellecour située sur la presqu'île dans le 2e arrondissement de Lyon, en France.

## Situation et accès
La rue débute place de la République, au niveau d'un accès piétons du parking souterrain République de Lyon Parc Auto, et se termine place de l'Hôpital. La rue est en zone de rencontre avec une circulation dans le sens de la numérotation. 
Sur un côté de la voie, on trouve une station Vélo'v, un stationnement cyclable, un autre pour les deux-roues motorisées, et un pour la livraison mais limité à 30 minutes.

## Origine du nom
Marcel-Gabriel Rivière (1905-1979) est un résistant français, maire du 4e arrondissement de Lyon et rédacteur en chef du Progrès. 

## Histoire
La rue portait autrefois le nom de grande rue de l'Hôpitalet allait jusqu'à la rue Palais-Grillet, puis elle est réduite au niveau de la place de la République après les travaux du Second Empire. La rue prend son nom actuel en 1979.
La rue bénéficie d’un nouveau revêtement pavé depuis 2018, dans le cadre de la rénovation de l’Hôtel-Dieu voisin.